# Vítězslav Novák
Vítězslav Novák (Kamenice nad Lipou, 5 de Dezembro 1870 - Skuteč, 18 de Julho de 1949) foi um compositor do pós-romantismo checo.
Aluno do também compositor Antonín Dvořák no conservatório de Praga, cidade onde a música clássica ainda "deitava cartas", estudou piano, entre outros instrumentos.
Durante o início da sua carreira até à sua morte foi notavelmente influenciado pela música folk eslovaca.

Das suas obras, a mais conhecida é «A Tempestade», que descreve uma intrépida aventura marítima, baseada numa peça do dramaturgo inglês William Shakespeare. 